# Ösjön (Trehörna socken, Östergötland)
Ösjön är en sjö i Ödeshögs kommun i Östergötland och ingår i Motala ströms huvudavrinningsområde.